# إديث كيس
إديث كيس (بالمجرية: Kíss Edit) هي نحّاتة ورسامة مجرية، ولدت في 21 نوفمبر 1905 في بودابست في المجر، وتوفيت في 27 أكتوبر 1966 في باريس في فرنسا.